# Иван Штшеглов
Иван Штшеглов (ест. Ivan Štšeglov; Тарту, 8. јул 2000) естонски је пливач чија ужа специјалност су трке леђним стилом. Вишеструки је национални првак и рекордер Естоније. 

## Спортска каријера
Штшеглов је дебитовао на међународној сцени на Олимпијским играма младих у Буенос Ајресу 2018, где је успео да се пласира у финале једине дисциплине у којој се такмичио, трке на 200 леђно (заузео осмо место). 
Деби на светским сениорским првенствима је имао у корејском Квангџуу 2019. где се такмичио у трци на 200 леђно. Штшеглов је у квалификацијама те трке ипсливао укупно 29. време, а његов резултат од 2:01,19 минута је био нови национални рекорд. 